# Æthelstan Rota
Pour les articles homonymes, voir Æthelstan (homonymie).
Æthelstan Rota est ealdorman dans le sud-est de la Mercie entre 955 et 970.

## Biographie
L'ealdorman Æthelstan Rota doit être distingué de ses homonymes Æthelstan Demi-Roi d'Est-Anglie et l'Æthelstan qui fut témoin de chartes entre 940 et 949 et qui fut probablement son prédécesseur comme ealdorman du sud-est de la Mercie.
Æthelstan Rota fut nommé ealdorman par le roi Eadwig dont il semble avoir épousé la belle-mère Æthelflæd de Damerham. Son pouvoir s'exerçait autour d'Oxford et de Buckingham, et sur les territoires qui lui appartenaient en propre.